# Sint-Martinuskerk (Sint-Oedenrode)
De Sint-Martinuskerk is een rooms-katholieke kerk in het Nederlandse dorp Sint-Oedenrode.
De Sint-Martinuskerk verving een gelijknamige kerk uit 1808, die destijds de middeleeuwse Sint-Odakerk verving en in 1912 werd gesloopt. Van de Sint-Odakerk resteert nog het hoogkoor uit 1498, nu een zijkapel van het koor. Dit hoogkoor is aangemerkt als rijksmonument. De huidige kerk werd ontworpen in neogotische stijl door architect W.Th. van Aalst. Opvallend is dat de kerk, in tegenstelling tot de Sint-Oda destijds, niet strikt is georiënteerd waardoor het oude koor onder een hoek op de kerk staat. De kerk werd in de huidige vorm voltooid in 1915. Plannen voor een grote toren werden niet uitgevoerd; in plaats daarvan kreeg de kerk een kleine toren. Op het kerkhof achter de kerk staat sinds 1934 een door Marinus Jan Granpré Molière ontworpen kapel, toegewijd aan de heilige Oda. De naam Sint-Oedenrode is met deze heilige verbonden.